# Rhabdomastix (Rhabdomastix) atrata
Rhabdomastix (Rhabdomastix) atrata is een tweevleugelige uit de familie steltmuggen (Limoniidae). De soort komt voor in het Palearctisch gebied.